# Tokugawa Tadanaga
 (septembre 2018).
Si vous disposez d'ouvrages ou d'articles de référence ou si vous connaissez des sites web de qualité traitant du thème abordé ici, merci de compléter l'article en donnant les références utiles à sa vérifiabilité et en les liant à la section « Notes et références ».
Tokugawa Tadanaga (徳川忠長: 1606 - 5 janvier 1633) est un daimyo du début de l'époque d'Edo. Il est le fils du second shogun Tokugawa Hidetada et le frère cadet de Tokugawa Iemitsu, troisième des shoguns de ce nom.

## Biographie
Tadanaga naît le 7 mai , 1er juin ou 3 décembre 1606 selon les sources[Lesquelles ?]. Il a été le seul daimyo à s'opposer à son frère aîné, Iemitsu, qui eut la préférence de son père. Mais sa mère Oeyo l'a soutenu pour devenir le troisième shogun Tokugawa. Cette lutte, qu'il perdra, le mènera en détention puis l'assignera à résidence, avant qu'il ne se fasse seppuku. Officiellement, Tadanaga fut condamné à mort pour dépravation indigne d'un suzerain, et si pas mal de légendes urbaines circulèrent autour de lui (et furent reprises dans la fiction) à l'époque, leur degré d'authenticité est inconnue, puisqu'il pourrait s'agir de propagande noire de la part de son frère, destinée à détruire sa réputation et justifier sa condamnation. 
Tadanaga avait, comme beaucoup de seigneurs de l'époque Edo, reçu un Menkyō Kaiden dit de loyauté, c'est-à-dire que son instructeur officiel (un maître du Ittō-ryū en occurrence) lui avait imparti les secrets de son école sans prendre en compte l'habilité réelle ou imaginaire de son lige. Une convention sociale militaire de l'époque, où les enseignements martiaux équivalaient à des secrets militaires et professionnels. Il est vraisemblable que Tadanaga, enfant gâté dans l'impossibilité de trouver des ennemis à trucider sur le champ de bataille, se soit livré à des exactions sur des gens de statut social inférieur, jusqu'à ce que le Shogun Iemitsu en prenne connaissance, et scandalisé, prenne le parti d’étouffer l'affaire dans le sang. On sait qu'Iemitsu lui aussi avait une obsession pour le Kenjutsu, malgré les très faibles chances qu'il ne se retrouve jamais en première ligne ou même à utiliser son sabre pour l'auto-défense.

## Événements
- 1606 : Naissance
- 1624 : Devient daimyo des provinces de Suruga, Tōtōmi et Kai avec un fief de plus de 550 000 koku (domaine de Kōfu)
- 1631 : Arrêté et détenu à Kōfu
- 1632 : Assigné à résidence
- 1633 (ou 1634) : Commet le seppuku en prison à Takasaki

## Source de la traduction
- (en) Cet article est partiellement ou en totalité issu de l’article de Wikipédia en anglais intitulé « Tokugawa Tadanaga » (voir la liste des auteurs).